# Aurora Buenavista, Chiapa de Corzo
Aurora Buenavista är en ort i Mexiko.   Den ligger i kommunen Chiapa de Corzo och delstaten Chiapas, i den sydöstra delen av landet, 700 km öster om huvudstaden Mexico City. Aurora Buenavista ligger 450 meter över havet och antalet invånare är 135.
Terrängen runt Aurora Buenavista är kuperad åt sydväst, men åt nordost är den platt. Runt Aurora Buenavista är det ganska tätbefolkat, med 70 invånare per kvadratkilometer. Närmaste större samhälle är Chiapa de Corzo, 13,9 km norr om Aurora Buenavista. Omgivningarna runt Aurora Buenavista är en mosaik av jordbruksmark och naturlig växtlighet.